# Clifton Sprague

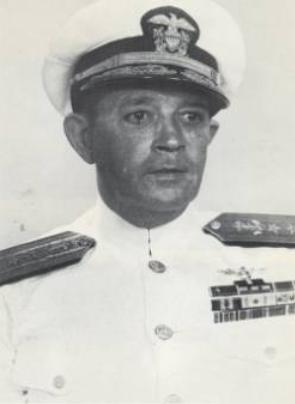
Clifton Sprague

Clifton Albert Frederick („Ziggy“) Sprague (* 1896 in Dorchester, Massachusetts; † 11. April 1955 in San Diego, Kalifornien) war ein US-amerikanischer Marineoffizier zur Zeit des Zweiten Weltkrieges.
Sprague wurde in Dorchester geboren und besuchte die Boston Latin School sowie später die United States Naval Academy. Nachdem er die Akademie abgeschlossen hatte, schloss sich Sprague den Marinefliegern an. 1925 heiratete er Annabel Fitzgerald, die Schwester des Schriftstellers F. Scott Fitzgerald.
Während des Angriffs auf Pearl Harbor im Dezember 1941 kommandierte er das Schiff Tangier. Später war er Kapitän des Flugzeugträgers Wasp. Am bekanntesten ist jedoch sein Einsatz während der Schlacht um Leyte. Sprague war Kommandeur eines Geleitträgerverbandes (Taffy 3), der die Landung unterstützte. Während des Einsatzes traf seine Gruppe ohne Vorahnung auf die japanische Hauptstreitmacht mit mehreren Schlachtschiffen und Kreuzern. Obwohl er nur über wenige Begleitzerstörer verfügte, griff er zusammen mit der Gruppe Taffy 2 mit seinen Flugzeugen die feindliche Flotte an. Es gelang ihnen, die Japaner zu verwirren und auseinanderzutreiben. Die Flotte zerstreute sich schließlich.
Für seinen Einsatz, seinen Mut und seine Führungsqualitäten während des Kampfes bekam Sprague das Navy Cross verliehen. Nach dem Krieg war er für einen Marinedistrikt zuständig und starb 1955 an einer Herzkrankheit.
Ein Schiff der Oliver-Hazard-Perry-Klasse, die Clifton Sprague wurde nach ihm benannt.